# Shaka (teken)

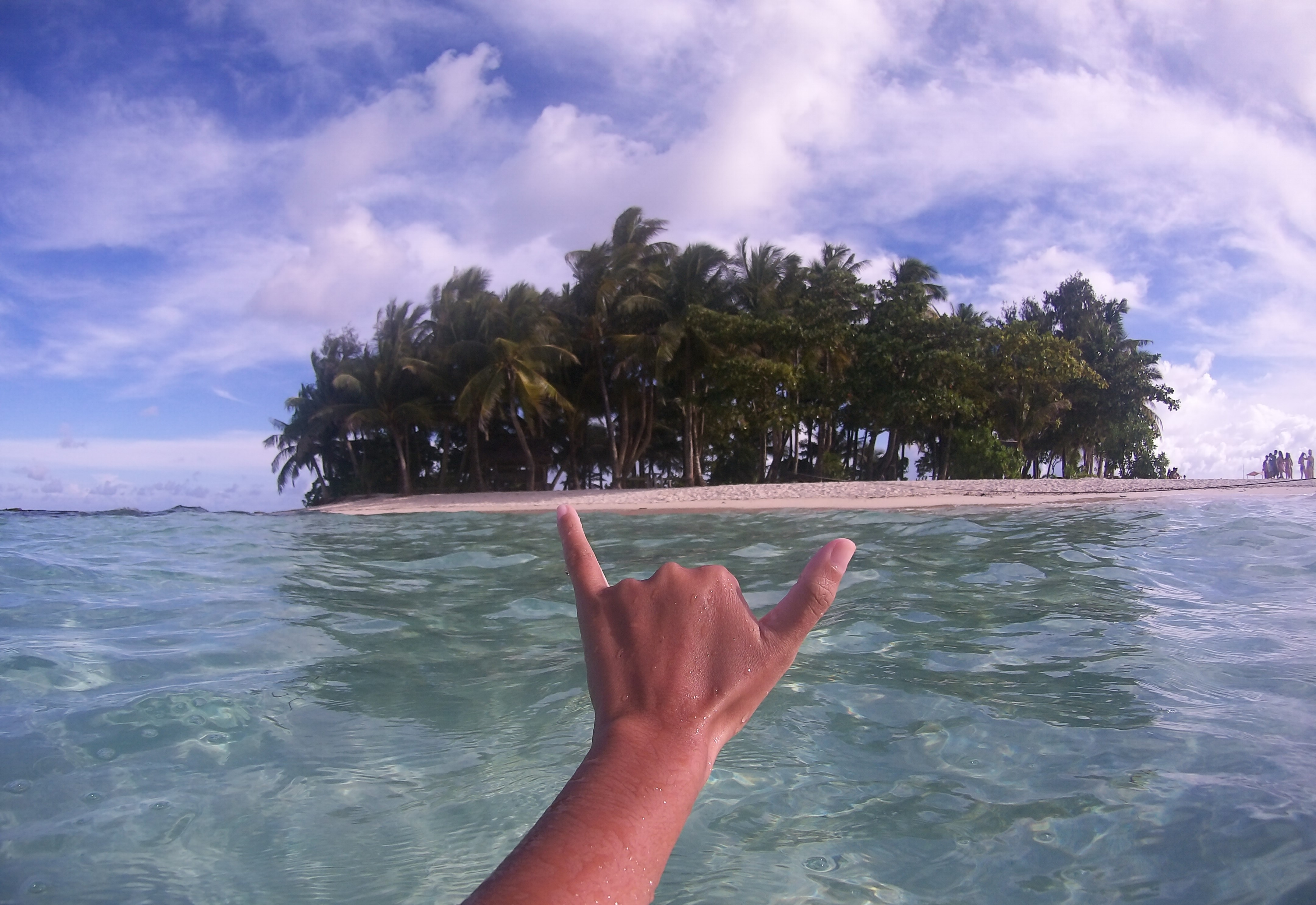
shaka teken

De shaka is een teken van begroeting. 
Dit van origine Hawaïaanse handsignaal wordt nu ook veel gebruikt door surfers en windsurfers. Het wordt ook wel de hang loose genoemd. Om het teken te maken steekt men de duim en de pink uit en houdt men de drie middelste vingers ingetrokken.